# Karl Stoye
Karl Stoye (* 11. April 1896 in Nürnberg; † 1947), genannt „Karlchen“, war ein deutscher Karikaturist und Mundartdichter.

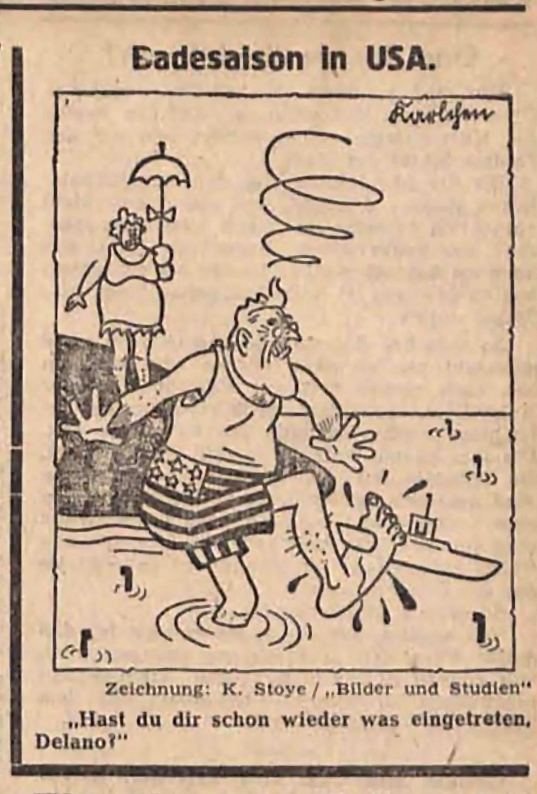
Kriegspropaganda: Der US-Präsident Franklin Delano Roosevelt als „Opfer“ des deutschen U-Boot-Kriegs

## Leben und Wirken
Karl Stoye, der Kriegsteilnehmer im Ersten Weltkrieg war, wohnte in Nürnberg in der Pilotystraße 47. Er veröffentlichte im 8-Uhr-Blatt, wo er als Journalist beschäftigt war, tausende von Karikaturen und Zeichnungen, die er mit „Karlchen“ signierte.
Er illustrierte auch Karl Brögers satirische Kolumne Stachelhecke, die bei der Fränkischen Tagespost ab Ende 1924 nahezu wöchentlich erschien. Zwischen 1930 und 1944 erschienen insgesamt vier „Karlchen“-Bücher mit seinen Texten und Karikaturen zu fränkischen Themen. Im Zweiten Weltkrieg lieferte er der Presse mit „Karlchen“ bzw. „K. Stoye“ gezeichnete Karikaturen im Dienste der nationalsozialistischen Kriegspropaganda, darunter auch solche, die mit Hilfe einschlägiger Stereotype unverhohlen antisemitische Hetze betrieben. Im 1999 vom Stadtarchiv Nürnberg herausgegebenen Nürnberger Stadtlexikon wird er als „Nürnberger Zille“ bezeichnet.

## Bücher
- Hier Welle Nürnberg. Freimütige Plaudereien über allerhand Menschen und Dinge diesseits und jenseits der Stadtmauer. Hinausgefunkt von Karl Stoye.  Fränkische Verlagsanstalt, Nürnberg, [1930], mit 275 [eingedr.] Bildern.[7]
- So ist der Nürnberger. Kleine Bosheiten aus einer großen Stadt. Heitere Philosophie des Alltags. Verlag F. Willmy, Nürnberg [1930].
- Der Stachelkaktus. Ein lustiges „Karlchen“-Buch. Verlag F. Willmy, Nürnberg 1942.
- Hier wird nicht gemeckert ! Ein neues „Karlchen“-Buch. Verlag F. Willmy, Nürnberg 1944.